# Nederlandsche Tooneelvereeniging
Die Nederlandsche Tooneelvereeniging war eine naturalistische Theatergesellschaft in Amsterdam, die 1893–1912 bestand.
Die Gründung wurde von zwei Impulsen getragen: Einerseits fehlte nach dem Tode Mari Kreukniets und der dadurch bedingten Aufhebung seiner Compagnie ein glaubwürdiges Ensemble für das naturalistische Theater. Die etablierten, romantisch beeinflussten Bühnen konnten diesen Trend nicht bedienen. Andererseits fanden junge Absolventen durch die Große Deflation kaum Anstellungen in bestehenden Ensembles und waren anpassungsbereit.
Die Gesellschaft bespielte anfangs das Paleis voor Volksvlijt und ab Januar 1894 den Salon des Variétés. Schließlich richtete sie sich in der Hollandsche Schouwburg ein.
Die Gesellschaft spielte durchaus vielfältige Stücke, von Molière bis Hauptmann und von Goldoni bis Multatuli. Alleine 42 Namen zeitgenössischer Autoren sind dokumentiert, und mit Driekoningenavond (Was ihr wollt) gab es sogar eine niederländische Shakespeare-Erstaufführung. Wahrgenommen wurde sie jedoch in erster Linie als die nach Herman Heijermans benannte Heijermans-Gesellschaft, da während der gesamten Bestehenszeit viele seiner Stücke von der Gesellschaft uraufgeführt wurden, beginnend mit Dora Kremer 1893 und endend mit Glück Auf! 1911. 1894 und 1908 wagte man Gastspiele in Berlin.
Gründungsdirektor war Louis Chrispijn, der 1897 zur Koninklijke Vereeniging Het Nederlandsch Tooneel wechselte. Bis 1911 leitete Adriaan van der Horst die Geschicke. Als bedeutendste Schauspielerin des Ensembles gilt Esther de Boer-van Rijk, der Heijermans Rollen wie Kniertje in Op Hoop van Zegen auf den Leib schrieb.
Zum Ende der Nederlandsche Tooneelvereeniging betrieb Herman Heijermans die Gründung der N.V. De Tooneelvereeniging, die viele Schauspieler übernahm und als Nachfolgerin gesehen werden kann.

## Belege
1. 1 2 3  Jaarboek van de Maatschappij der Nederlandse Letterkunde, 1945 • dbnl. In: dbnl.org. Abgerufen am 23. März 2022.
2. ↑  Een theater in de Plantage - Joods Cultureel Kwartier. In: jck.nl. Abgerufen am 23. März 2022.
3. ↑  Heijermans kon uiteraard niet bevroeden dat de Hollandsche Schouwburg later een markering in de Nederlandse geschiedenis zou worden. In: mokums.nl. Abgerufen am 23. März 2022.
4. ↑  eingeschränkte Vorschau in der Google-Buchsuche
5. ↑  Rijk, Ester van (1853-1937). In: resources.huygens.knaw.nl. Abgerufen am 23. März 2022.
6. ↑  Herman Heijermans Biografie. In: bibliotheek.nl. Abgerufen am 23. März 2022.